# Flughafen Asunción

i7
i11
i13

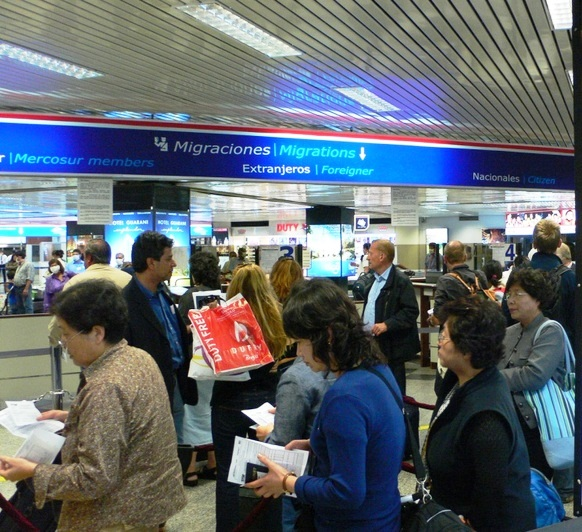
Einreisekontrolle am Flughafen

Der Aeropuerto Internacional Silvio Pettirossi (IATA-Code: ASU, ICAO-Code: SGAS) ist der internationale Flughafen der paraguayischen Hauptstadt Asunción. Der Flughafen befindet sich auf der Gemarkung der Nachbarstadt Luque.
Ursprünglich hieß der Flughafen Aeropuerto Internacional de Asunción. Anlässlich der Einweihung eines neuen Terminalgebäudes 1959 wurde der Flughafen in Aeropuerto Internacional Presidente Stroessner umbenannt. Nach dem Sturz des Diktators 1989 erhielt der Flughafen seinen aktuellen Namen nach dem paraguayischen Flugpionier Silvio Pettirossi.
Im südlichen Teil des Flughafens liegt die Militärbasis der paraguayischen Luftstreitkräfte Fuerza Aérea Paraguaya. Ein Teil der 1937 errichteten Start- und Landebahn der Base Aérea de Ñu Guasu ist noch erhalten und wird von der 1ª Brigada Aérea genutzt. Das Transportgeschwader Brigada Aerotransportada nutzt die heutige Start- und Landebahn des Flughafens.

## Verkehrsanbindung
Da sich der Flughafen in der Stadt Luque befindet, kann er von der Stadt Asunción über die Hauptflughafen-Straße (Autopista Silvio Pettirossi), die neben dem nahe gelegenen Parque Ñu Guasu verläuft, erreicht werden. Die Linienbusverbindung 30-A verbindet das rund 16 Kilometer entfernte Stadtzentrum von Asunción mit dem Flughafen-Terminal. Bis zur Stadtmitte von Luque sind es fünf Kilometer.

## Fluggesellschaften und Direktverbindungen
Vom Flughafen starten Flüge in lateinamerikanische Länder, zum Beispiel:
- Argentinien (Buenos Aires u. a.mit Sylk Way Airlines etwa 20 Mal die Woche)[6]
- Brasilien (Sao Paulo u. a.mit LATAM Airlines etwa 19 Mal die Woche)[7]
- Panama (Panama-Stadt mit Copa Airlines 14 Mal die Woche)[8]

Auch eine interkontinentale Route ist vorhanden: 6 Mal die Woche fliegt Air Europa nach Madrid.

## Zwischenfälle
Seit 1945 kam es am Flughafen Asunción und in seiner näheren Umgebung zu etlichen Unfällen. Beispiele:
- Am 16. Juni 1955 wurde eine Lockheed L-049 Constellation der brasilianischen Panair do Brasil (Luftfahrzeugkennzeichen PP-PDJ) 12,9 Kilometer südwestlich des Zielflughafens Asunción ins Gelände geflogen. Ursachen waren eine falsche Einstellung des Höhenmessers und Abweichung vom Anflugverfahren durch falsche Zeitablesung. Ein wesentlicher Faktor war Übermüdung des Kapitäns, der in einem Monat 113 Flugstunden fliegen musste und auf diesem Flug schon 18 Stunden im Dienst war. Bei diesem CFIT (Controlled flight into terrain) wurden 16 der 24 Insassen getötet, sieben Besatzungsmitglieder und 9 Passagiere. Die anderen acht Insassen überlebten den Unfall.[12][13][14]

- Am 27. August 1959 wurde eine de Havilland DH.106 Comet 4 der Aerolíneas Argentinas (LV-AHP) neun Kilometer vor dem Flughafen Asunción in den Boden geflogen, nachdem die Piloten beim Landeanflug die Mindestsinkflughöhe unterschritten hatten. Von den 50 Insassen kamen zwei ums Leben, ein Crewmitglied und ein Passagier.[15]

- Am 3. Januar 1964 wurde eine Curtiss C-46 Commando der paraguayischen International Products Corp. (ZP-CCE) auf dem Flughafen Asunción irreparabel beschädigt. Über Personenschäden liegen keine Informationen vor.[16]

- Am 20. März 1966 stürzte eine Curtiss C-46F-1-CU Commando der US-amerikanischen Servicios Americanos (N1245N) kurz nach dem Start vom Flughafen Asunción ab. Beide Piloten, die einzigen Insassen auf dem Frachtflug, kamen ums Leben.[17]

- Am 8. Mai 1969 wurde eine Convair CV-240-6 der Líneas Aéreas Paraguayas (ZP-CDN) auf dem Flughafen Asunción durch eine Pilatus PC-6 gerammt, die gerade abgehoben hatte und mit hoher Geschwindigkeit nach links abkippte. Die Convair geriet auf der rechten Seite in Brand und wurde irreparabel beschädigt. In ihr kamen keine Personen zu Schaden. In der abgestürzten PC-6 wurden allerdings zwei der vier Insassen getötet.[18]

- Am 4. Februar 1996 startete eine leere  Douglas DC-8-55F der kolumbianischen LAC Líneas Aéreas del Caribe (HK-3979X) vom Flughafen Asunción zu einem Positionierungsflug zum Flughafen Viracopos bei Sao Paulo, um von dort aus einen Frachtflug durchzuführen. Kurz nach dem Abheben wurde die Leistung zweier Triebwerke gedrosselt. Es kam zu einem Strömungsabriss und die Maschine stürzte zwei Kilometer hinter der Startbahn auf ein Spielfeld. Alle drei Besatzungsmitglieder und der einzige Passagier an Bord kamen ums Leben, außerdem wurden 20 Personen am Boden getötet. Es wurde vermutet, dass die Besatzung den Positionierungsflug genutzt hatte, um ein unautorisiertes Pilotentraining durchzuführen.[19]